# Сухоносовка (Машевский район)
Сухоносовка (укр. Сухоносівка) — село,
Селещинский сельский совет,
Машевский район,
Полтавская область,
Украина.
Код КОАТУУ — 5323086603. Население по переписи 2001 года составляло 89 человек.

## Географическое положение
Село Сухоносовка находится на правом берегу реки Тагамлык,
выше по течению на расстоянии в 0,5 км расположено село Селещина,
ниже по течению на расстоянии в 2,5 км расположено село Латышовка,
на противоположном берегу — село Селещина.
Река в этом месте извилистая, образует лиманы, старицы и заболоченные озёра.

## Происхождение названия
На территории Украины 2 населённых пункта с названием Сухоносовка.